# Bawełniak płowobrzuchy
Bawełniak płowobrzuchy (Sigmodon fulviventer) – gatunek ssaka z podrodziny bawełniaków (Sigmodontinae) w obrębie rodziny chomikowatych (Cricetidae).

## Zasięg występowania
Bawełniak płowobrzuchy występuje w południowej Ameryce Północnej zamieszkując w zależności od podgatunku:
- S. fulviventer fulviventer – środkowe Durango na południe przez środkową Wyżynę Meksykańską do północno-wschodniego Jalisco i Tlaxcala, Meksyk.
- S. fulviventer dalquesti – wyizolowany takson znany jedynie z miejsca typowego w południowo-zachodnim Teksasie, Stany Zjednoczone.
- S. fulviventer goldmani – znany tylko z miejsca typowego w południowo-zachodnim Nowym Meksyku, Stany Zjednoczone, ale przypuszczalnie wymarły.
- S. fulviventer melanotis – wschodnie Jalisco i zachodnie Michoacán, Meksyk.
- S. fulviventer minimus – południowo-wschodnia Arizona i południowo-zachodni Nowy Meksyk, Stany Zjednoczone, na południe przez wschodnią Sonorę i Chihuahuę do północnego Durango, Meksyk.

## Taksonomia
Gatunek po raz pierwszy zgodnie z zasadami nazewnictwa binominalnego opisał w 1889 roku amerykański zoolog Joel Asaph Allen nadając mu nazwę Sigmodon fulviventer. Holotyp pochodził z miasta Zacatecas, w stanie Zacatecas, w Meksyku. 
Wyniki badań filogenetycznych z wykorzystaniem mitochondrialnego genu cytochromu b wykazały, że jest taksonem siostrzanym w stosunku do S. leucotis. Podgatunek minimus obejmuje takson woodi jako młodszy synonim. Autorzy Illustrated Checklist of the Mammals of the World rozpoznają pięć podgatunków.

### Etymologia
- Sigmodon: gr. σῖγμα sigma „litera Σ”; ὀδούς odous, ὀδóντος odontos „ząb”; w aluzji do sigmoidalnego wzoru na zębach trzonowych gdy ich korony są zużyte[14].
- fulviventer: łac. fulvus „opalony”; venter, ventris „brzuch”[15].
- dalquesti: dr. Walter Woelber Dalquest (1917–2000), amerykański zoolog[16].
- goldmani: maj. Edward Alphonso Goldman (1873–1946), United States Army, zoolog, szef działu United States Biological Survey w latach 1919–1928, starszy biolog United States Fish and Wildlife Service w latach 1928–1943, kolekcjoner, ekolog[17].
- melanotis: gr. μελας melas, μελανος melanos „czarny”; -ωτις -ōtis „-uchy”, od ους ous, ωτος ōtos „ucho”[15].
- minimus: łac. minimus „najmniejszy”, forma wyższa od parvus „mały”[15].

## Morfologia
Długość ciała (bez ogona) 138–200 mm, długość ogona 101–118 mm, długość ucha 19–23 mm, długość tylnej stopy 26–31 mm; masa ciała 82–136 g. 

## Ekologia
Występuje na trawiasto–krzewiastych i trawiastych obszarach. Ciąża trwa 35 dni, a w miocie zwykle jest 4 lub 6 młodych. Przychodzą na świat w gnieździe z trawy. Około tydzień po narodzinach opuszczają gniazdo, a dojrzałe płciowo są w wieku sześciu tygodni.

## Populacja
Jego jeden podgatunek (S. f. goldmani) jest uznany za wymarły. Występował w Nowym Meksyku.

## Zagrożenia
Nie ma wielkich zagrożeń dla tego gatunku.